# 크리스티나 마스터슨
크리스티나 마리 마스터슨(영어: Christina Marie Masterson, 1989년 4월 2일 캘리포니아주 애너하임 ~ )은 미국의 영화 배우이다. 2008년에 개봉된 공포 영화 《데드걸》에서 로지 역할을 맡았고 2013년에 방송된 니켈로디언의 텔레비전 드라마 《파워레인저 메가포스》에서 엠마 구달, 메가포스 핑크 레인저 역할을 맡았다.